# Ilha do Faial

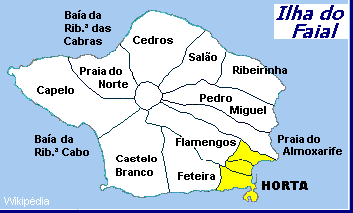
Mapa da ilha do Faial mostrando a divisão administrativa (freguesias) e a localização da cidade da Horta.

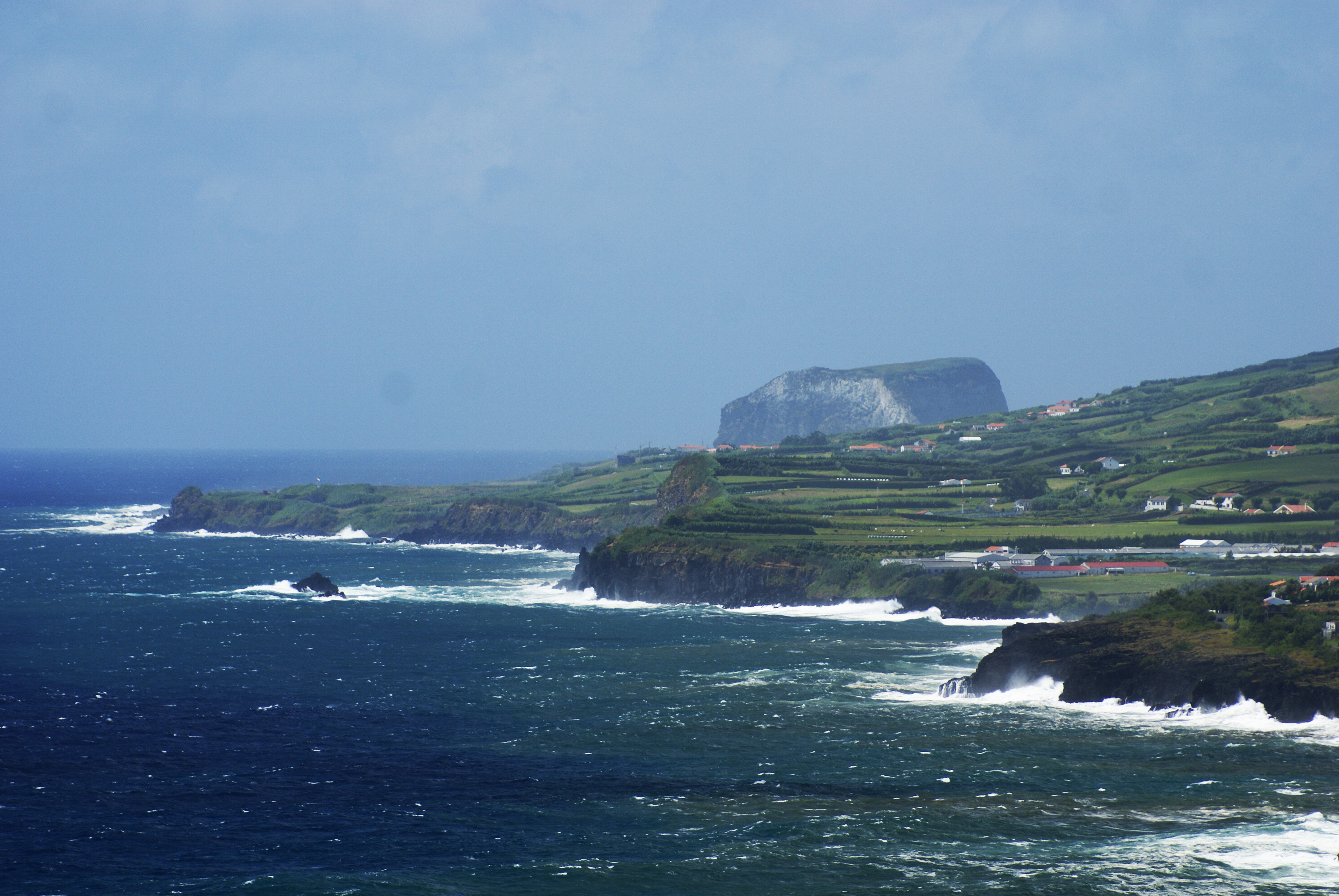
Costa da ilha do Faial com o Morro de Castelo Branco ao fundo, vista do Monte da Guia.

A ilha do Faial é uma ilha portuguesa situada no extremo ocidental do Grupo Central do arquipélago dos Açores. Está separada da ilha do Pico por um estreito braço de mar com de 8,3 km (ou 4,5 milhas náuticas) de largura, conhecido por canal do Faial. 
A ilha tem a forma aproximada de um pentágono irregular, com 21 km de comprimento no sentido leste-oeste e uma largura máxima de 14 km, a que corresponde uma área de 172,43 km². 
A população residente é de 14 356 habitantes (2021), a maioria dos quais na Horta, cidade onde se localiza o parlamento açoriano e sede do único concelho da ilha. 
O clima é temperado oceânico, com temperaturas médias anuais do ar que oscilam entre os 13 °C no Inverno e os 22 °C no Verão, com frequentes vendavais e uma humidade relativa do ar em média acima dos 79%. A ilha é servida pelo Aeroporto da Horta, com ligações aéreas regulares para as restantes ilhas e para o exterior do arquipélago. 
O Porto da Horta foi um importante entreposto nas ligações marítimas e aéreas (hidroaviões) e por cabo submarino no Atlântico Norte, mantendo uma actividade relevante como porto comercial e local de escala de iates nas travessias entre o continente americano e a Europa. 
A ilha é localmente conhecida por ilha Azul, designação que foi popularizada a partir da descrição de Raul Brandão em Ilhas Desconhecidas.
O Vulcão dos Capelinhos, extremo Oeste da ilha, pode ser considerado também o extremo Oeste da Europa caso o Ilhéu de Monchique, nas Flores, seja considerado parte da América insular uma vez que assenta na Placa Norte-Americana.

## Geomorfologia e geologia

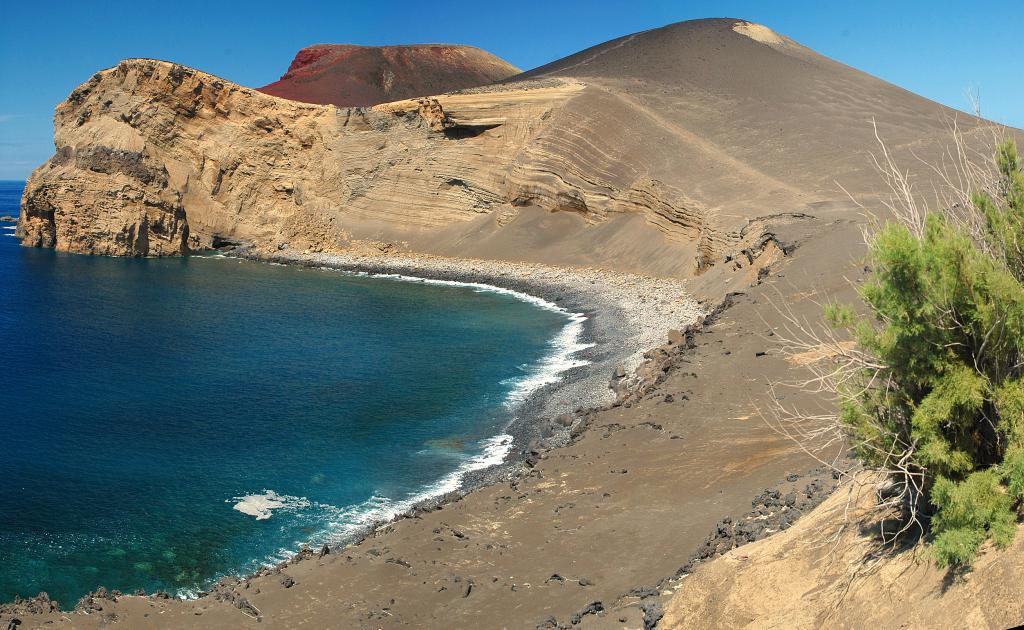
Vista actual do vulcão dos Capelinhos.

Com uma forma quase pentagonal, a ilha emergiu de uma fractura tectónica de orientação ONO-ESE – a mesma que deu origem à Ilha do Pico –, denominada  Fractura Faial Pico, uma estrutura do tipo falha transformante leaky que se desenvolve ao longo de 350 km, desde a Crista Média do Atlântico (CMA) até uma área de fundos aplanados sita a sul da Fossa Hirondelle.
Constituída integralmente por materiais vulcânicos, a ilha do Faial estrutura-se em torno de um grande vulcão central, em cujo centro se situa uma profunda caldeira, com relevos muito jovens, pouco trabalhados pela erosão e pelo tectonismo. A presença dessa grande formação central, denominada Maciço da Caldeira (ou Serra da Feteira, nome em geral aplicado apenas ao seu bordo sul) faz com que as elevações da ilha convirjam, de um modo geral, para o centro da ilha, culminando no Cabeço Gordo, uma elevação sita no bordo sul da Caldeira com 1043 metros de altitude acima do nível médio do mar, a altura máxima na ilha.
No topo do Maciço da Caldeira, abre-se uma grande cratera de abatimento, a Caldeira do Faial, quase perfeitamente circular e com cerca de 2000 m de diâmetro no seu bordo interior. No fundo da Caldeira, a cerca de 570 metros acima do nível médio do mar e mais de 400 m abaixo da cumeeira, existe uma zona plana, quase perfeitamente circular, albergando no seu centro um pequeno cone rodeado por pequenos lagos e zonas pantanosas. Todo o interior da Caldeira, com as suas paredes quase verticais, é revestido por vegetação luxuriante, avultando diversas espécies da flora da Macaronésia, algumas das quais endémicas nos Açores.

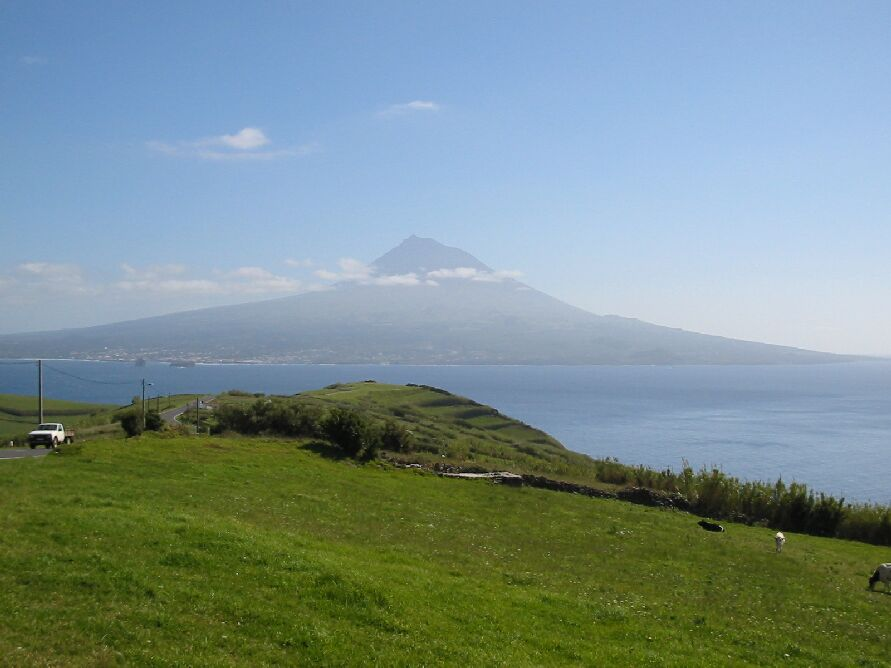
O Pico, visto da Espalamaca, Faial.

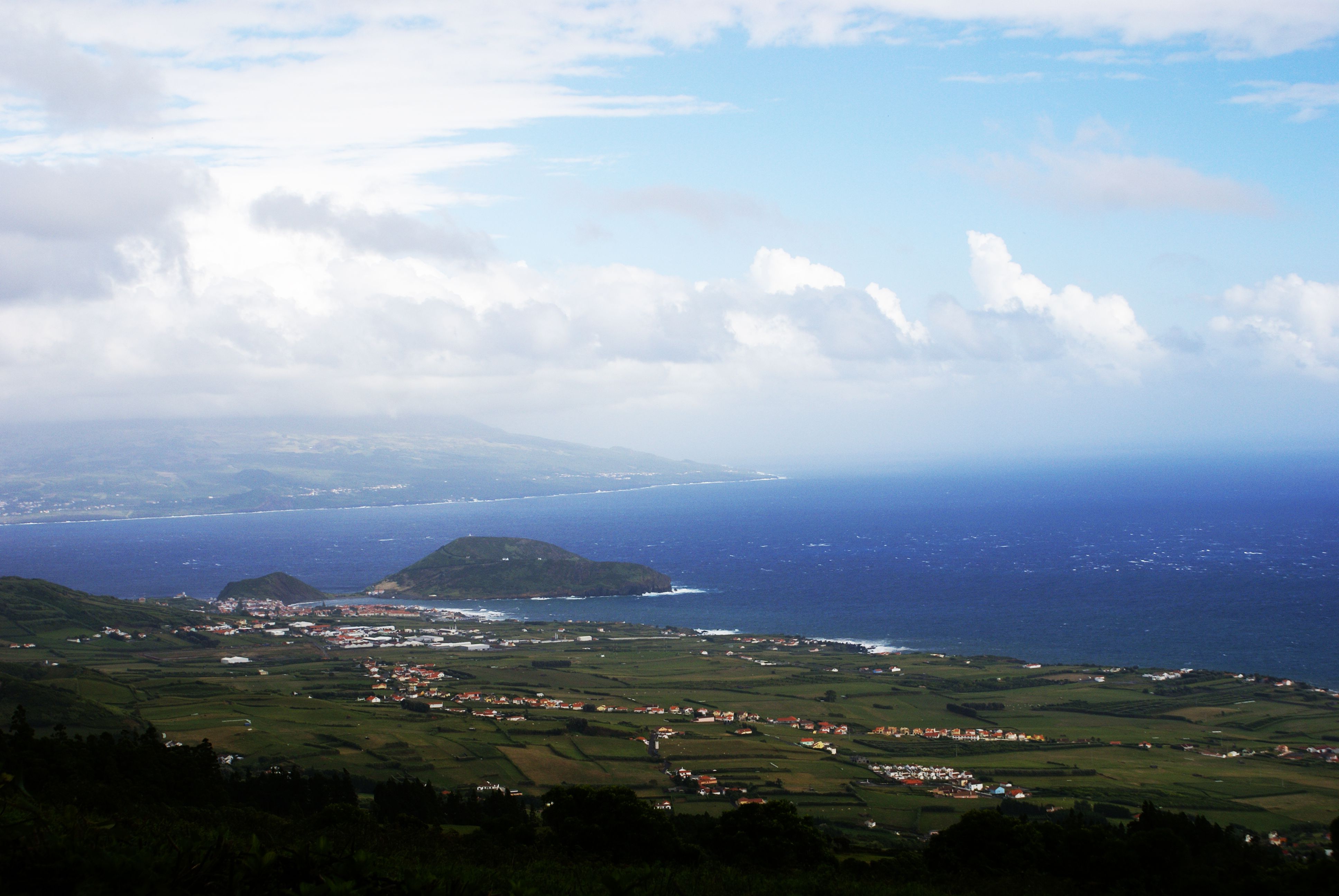
Interior da ilha do Faial, ilha do Pico ao fundo, Vista parcial.

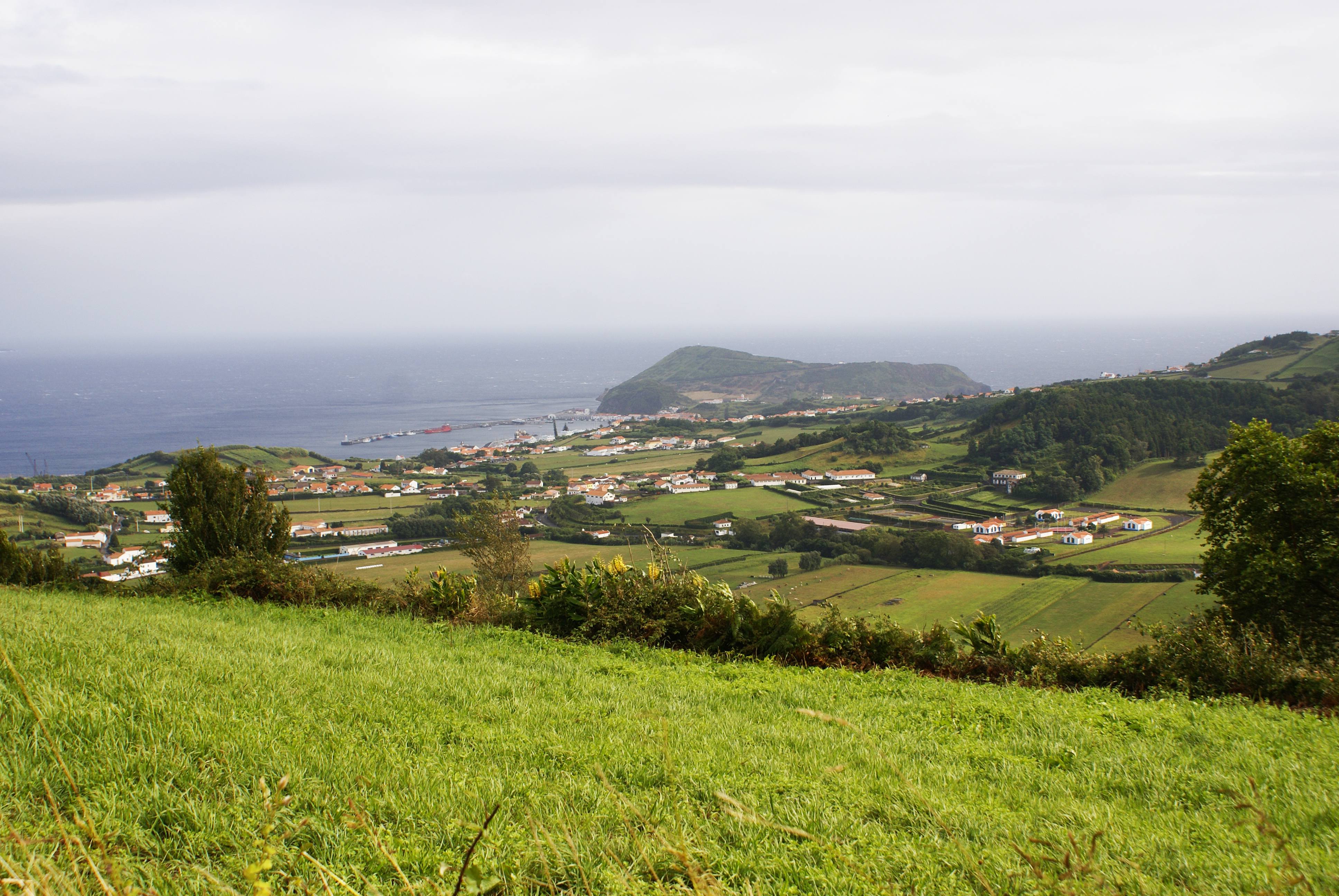
Paisagem da ilha do Faial.

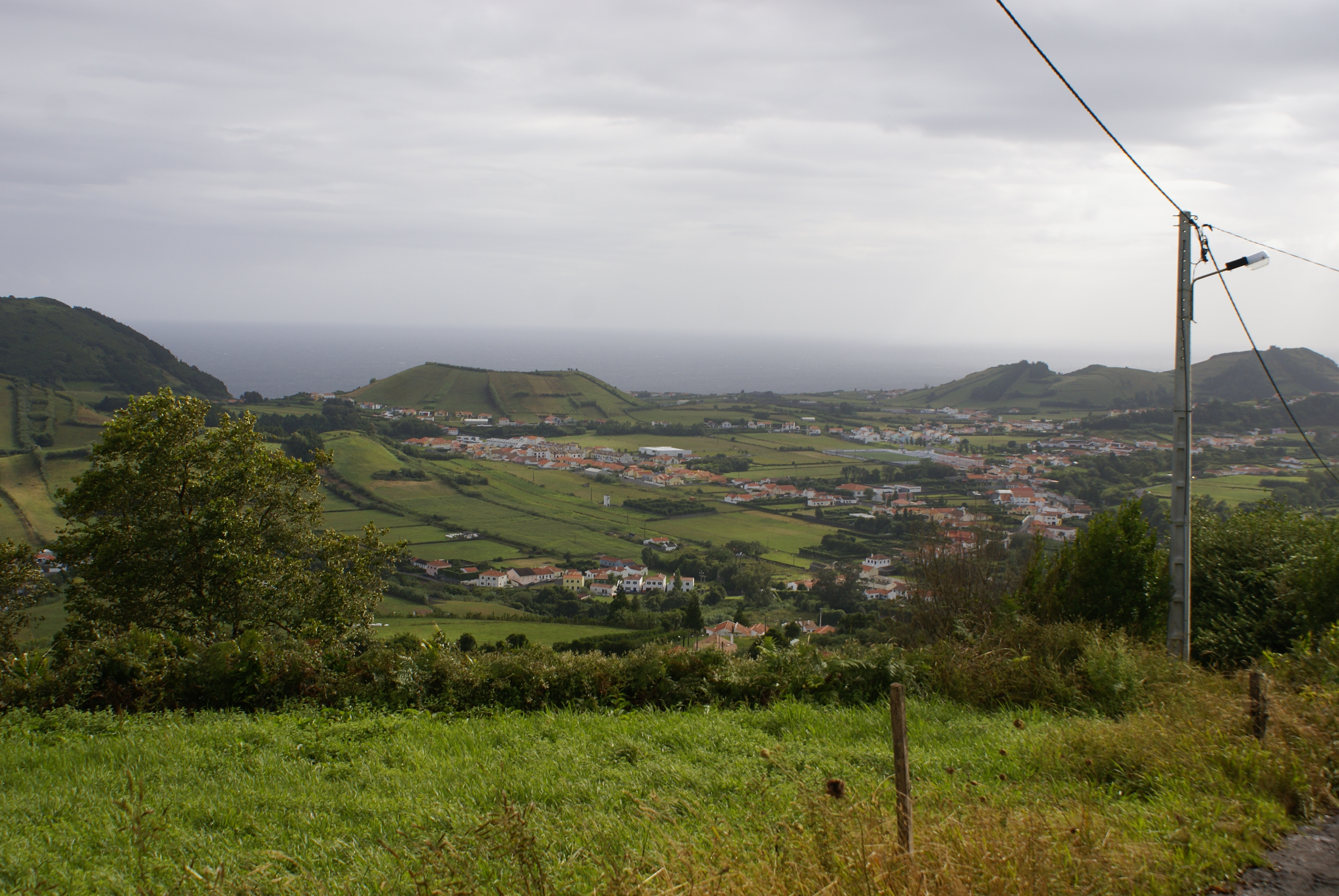
Paisagem da ilha do Faial.

As faldas do Maciço da Caldeira são assimétricas, consequência das diferenças em idade das formações, da existência de vulcanismo secundário e da superimposição no relevo de estruturas tectónicas resultantes das tensões associadas à presença da Fractura Faial Pico, a formação que comanda a geomorfologia de toda esta região do arquipélago. Neste contexto, podem ser individualizadas três formações distintas:
- O Relevo Falhado da Costa Este, uma região profundamente trabalhada pela tectónica que ocupa todo o sector es-nordeste e norte da ilha, desde a Espalamaca até aos Cedros. Esta formação caracteriza-se pela presença de uma complexa estrutura tectónica, dominada por falhas sensivelmente paralelas, de direcção ONO-ESSE, manifestação local da Fractura Faial-Pico. Algumas destas falhas apresentam grandes rejeitos, com levantamentos em horst (localmente chamados Lombas) e afundamentos em graben, ladeados por grandes falésias de blocos rochosos expostos. Em resultado dessa actividade tectónica surgiram vários cones periféricos com derrames lávicos associados, instalados ao longo das linhas de fractura. Esta é a região mais antiga da ilha (com formações que excedem os 800 000 anos de idade), e aquela em que têm sido mais frequentes os sismos destrutivos. O graben da Praia do Almoxarife é uma formação imponente, mergulhando no mar sob a pequena praia que deu nome ao lugar, ladeado por falhas que continuam a libertar grandes quantidades de gases, com destaque para o dióxido de carbono.
- Plataforma da Horta —
- Complexo vulcânico do Capelo —

### História geológica
A história geológica da ilha do Faial compreende três grandes períodos:

#### Período pré-caldeira
Pertence ao período pré-caldeira, o complexo vulcânico da Ribeirinha, datado em 800 mil anos antes do presente, a parte mais antiga da ilha, sita na sua região nordeste. Imediatamente para noroeste daquele, surge o complexo vulcânico dos Cedros, com cerca de 580 mil anos de idade. Para oeste e sudoeste desta região, seguindo a tendência comum nas ilhas sitas a leste da Crista Média do Atlântico de crescer para oeste, entre cerca de 400 mil anos atrás e até há cerca de 10 mil anos, foi-se desenvolvendo um gigantesco cone vulcânico de tipo escudiforme, essencialmente constituído por derrames lávicos resultantes de uma actividade eruptiva predominantemente efusiva. em resultado dessa massa e da presença da Fractura Faial-Pico, há cerca 50 mil anos instalou-se no flanco leste da ilha uma importante actividade tectónica e vulcânica fissural, que deu origem ao denominado Relevo Falhado da Costa Este. Esta formação constitui um relevo falhado, com levantamento (horst) e afundamento (graben) de grandes blocos separados por falésias quase verticais, pontuado por cones secundários instalados sobre as zonas de fractura.

#### Formação da caldeira

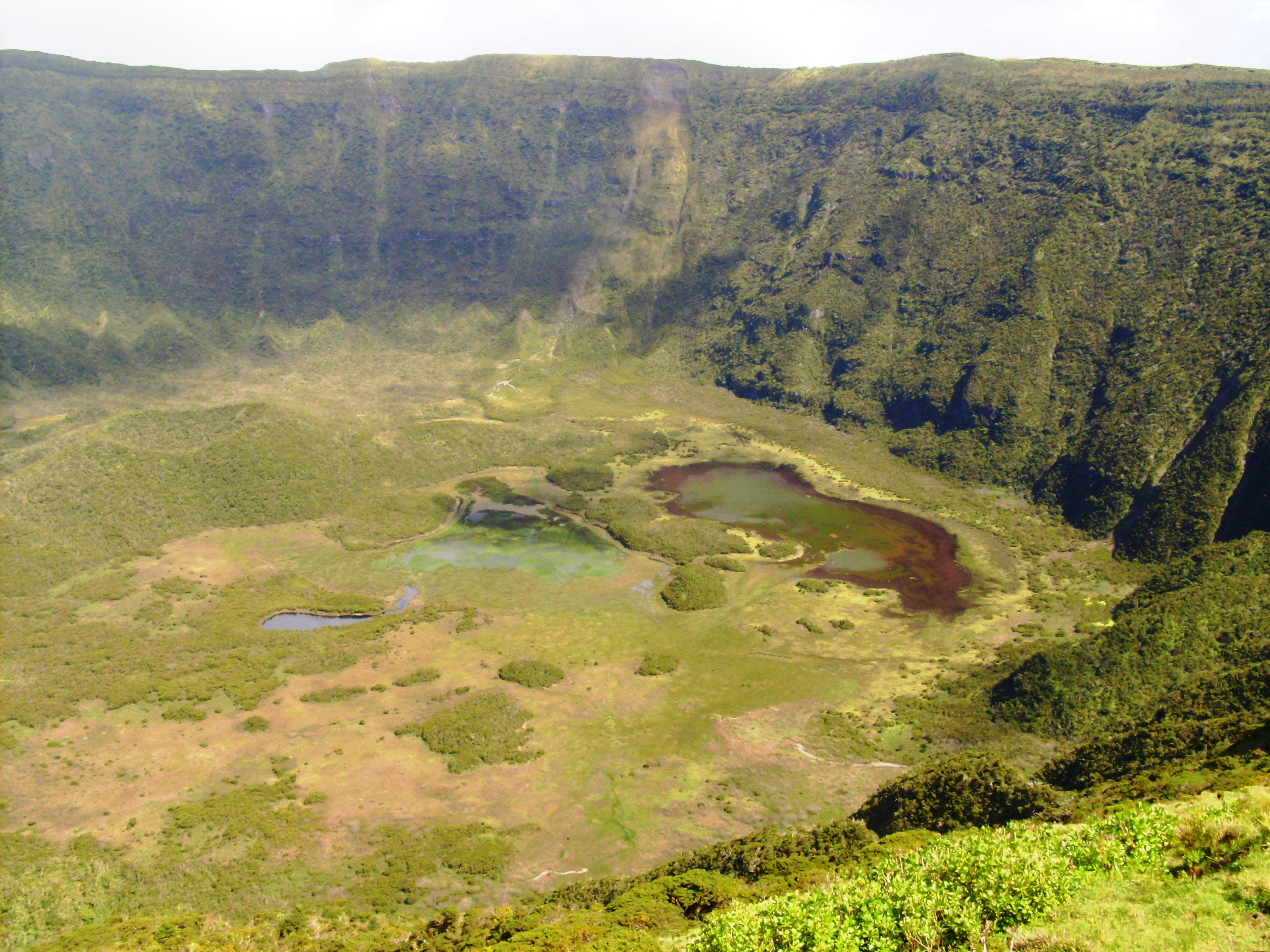
Caldeira, Faial.

Há 10 mil anos, deu-se uma mudança de estilo eruptivo do vulcão central, entrando numa fase quase exclusivamente explosiva, a qual foi responsável pelos vastos depósitos de pedra-pomes e outros materiais piroclásticos que cobrem quase toda a ilha. Durante esta fase ocorreu o colapso da parte mais alta do vulcão, com afundamento do topo da câmara magmática, originando a formação da actual Caldeira. O colapso parecer ter ocorrido em dois episódios distintos: o primeiro ocorreu no topo da montanha, desenvolvendo-se para o seu interior; o segundo foi originado por um violenta erupção do tipo pliniano, com libertação de uma nuvem ardente. O abatimento da caldeira terá ocorrido ao mesmo tempo ou imediatamente depois dessa erupção, a qual recobriu mais de 40% da superfície da ilha com uma espessa camada de materiais piroclásticos, mais pujante para norte e leste do centro eruptivo. A maior parte da cobertura vegetal, se não a sua totalidade, foi destruída. A erupção foi acompanhada por poderosas enxurradas, que resultaram da precipitação intensa induzida pela condensação em torno das poeiras vulcânicas presentes na atmosfera, sobre um relevo íngreme caracterizado pela inconsistência do solo. Nas falésias da Praia do Norte encontram-se vestígios desses movimentos de massa.

#### Período pós-caldeira

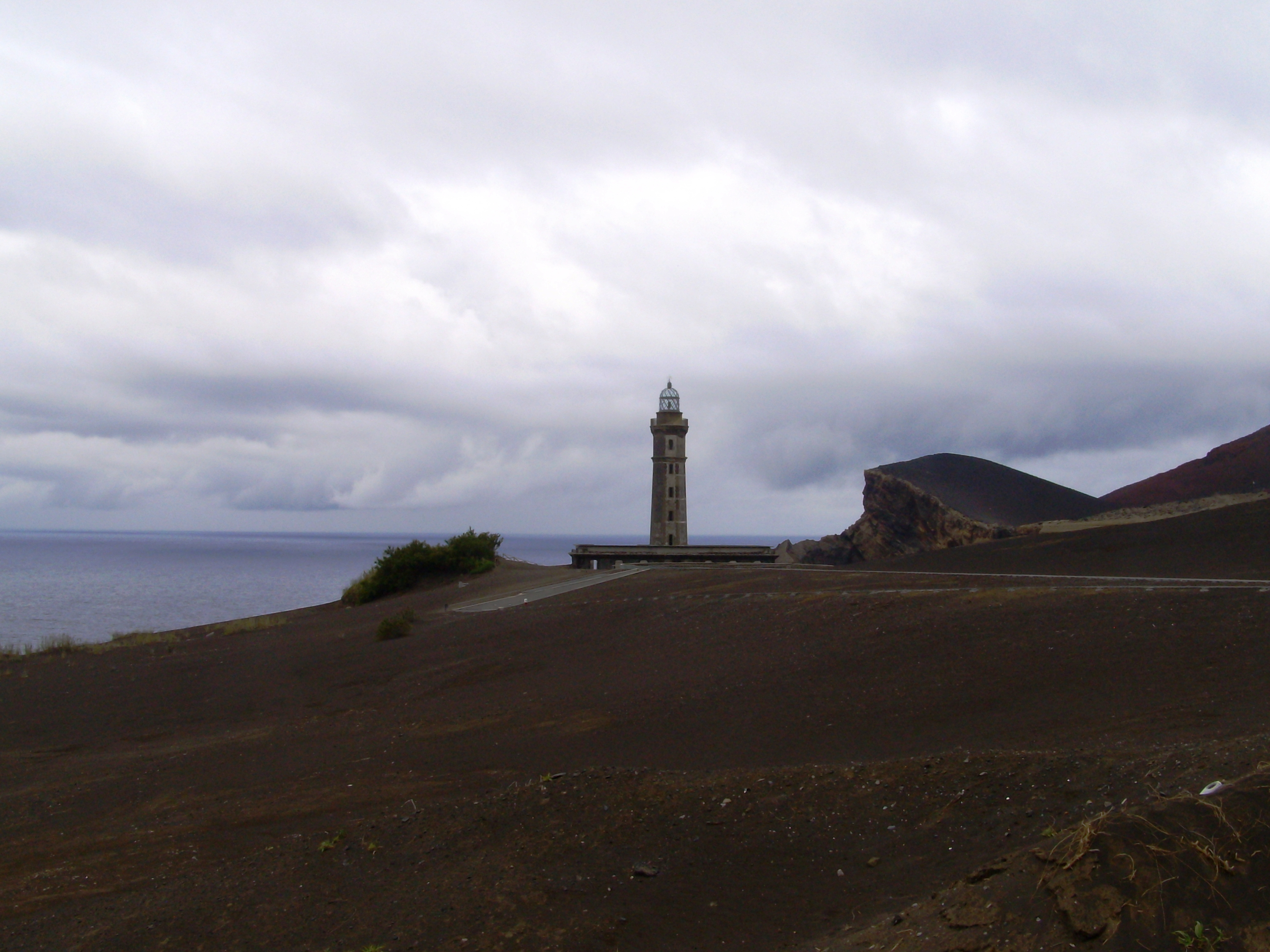
Farol dos Capelinhos.

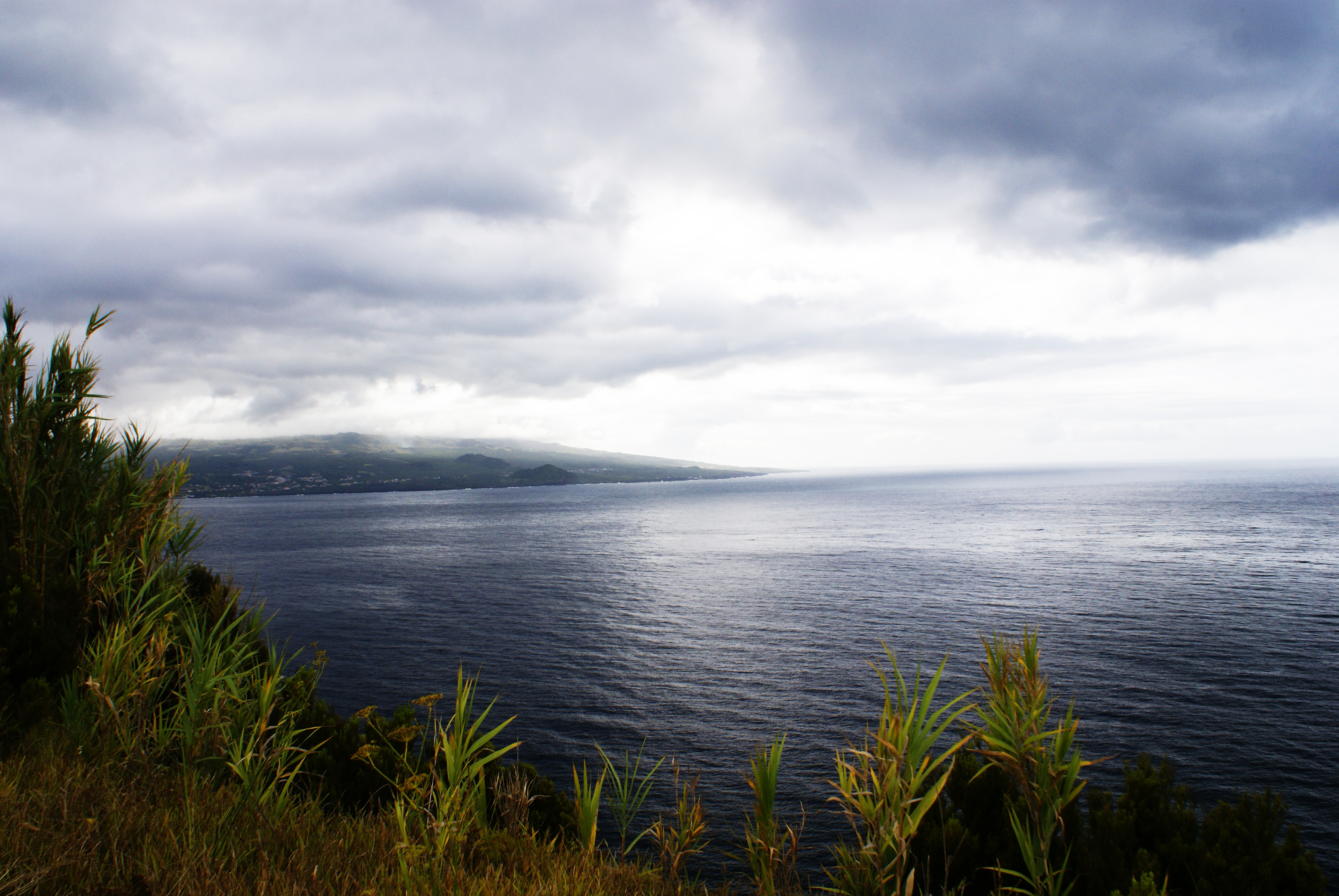
Vista do Monte da Espalamaca, a ilha do Pico do outro lado do Canal.

Do período anterior resultou a Caldeira, constituída pela acumulação de materiais de projecção – pedra pomes e cinzas – que atingem notável espessura nas proximidades do bordo da cratera, diminuindo gradualmente à medida que se afastam da caldeira. A formação, talvez devido à sua juventude, tem mostrado relativa estabilidade, embora as suas encostas leste e norte apresentem claros sinais de múltiplos deslizamentos de terras, alguns dos quais (como o que resultou do sismo de 9 de Julho de 1998) já ocorridos depois do povoamento da ilha. O interior da caldeira mantém vulcanismo activo, como testemunha a erupção, com derrame lávico no seu interior, ocorrida há cerca de mil anos, e a actividade freato-vulcânica patente durante a erupção do vulcão dos Capelinhos, em 1957-1958. Embora se desconheça a idade do pequeno cone no seu interior, e se estará relacionado com o complexo vulcânico do Capelo, segundo a descrição Gaspar Frutuoso (1570-1580), a Caldeira manteve-se praticamente idêntica até à erupção dos Capelinhos, quando, no decurso da crise sísmica de Maio de 1958, se abriram fendas no seu interior que romperam a impermeabilização do fundo da Caldeira. Este facto levou ao escoamento da água dos pequenos lagos ali existentes para interior do cone central, desencadeando violentas explosões freáticas e a ocorrência de actividade fumarólica temporária. Em resultado do sismo de 9 de Julho de 1998, deram-se derrocadas nas paredes quase verticais da cratera. Também pertence a este período a formação do complexo vulcânico do Capelo, datado de cerca de 5000 anos atrás, resultado de uma importante actividade vulcânica fissural ao longo de uma linha de factura que produziu um alinhamento de cones. Naquela região, para oeste da Caldeira, registaram-se duas erupções históricas que destruíram as freguesias do Capelo e da Praia do Norte:
- A erupção do Cabeço do Fogo, em 1672-1673.
- A erupção na Ponta dos Capelinhos, em 1957-1958, esta acompanhada pelo aparecimento de fumarolas no fundo da Caldeira, em Maio de 1958.

Durante o século XX, a ilha registou fortes sismos em 31 de Agosto de 1926, em 13 de Maio de 1958 (associado à erupção dos Capelinhos), em 23 de Novembro de 1973 e a 9 de Julho de 1998.
Informações recolhidas por pescadores apontam para a ocorrência de uma erupção vulcânica submarina a 22 de Julho de 2007, num segmento próximo da Crista Média-Atlântica, a cerca de 180 km a sudoeste da Ponta da Capelinhos, na ilha do Faial. O evento foi detectado a partir do equipamento de sonar de uma embarcação, tendo na ocasião sido recolhidos alguns cabos com vestígios de terem sido expostos a altas temperaturas.
O Centro de Vulcanologia e Avaliação de Riscos Geológicos dos Açores, conjuntamente com o Departamento de Oceanografia e Pescas da Universidade dos Açores, informou que esta ocorrência não foi acompanhada por qualquer actividade sísmica registada nas estações do arquipélago, resultado da baixa magnitude dos eventos que normalmente se encontram associados a estes fenómenos e à distância de terra a que o episódio se desenvolve.

## História

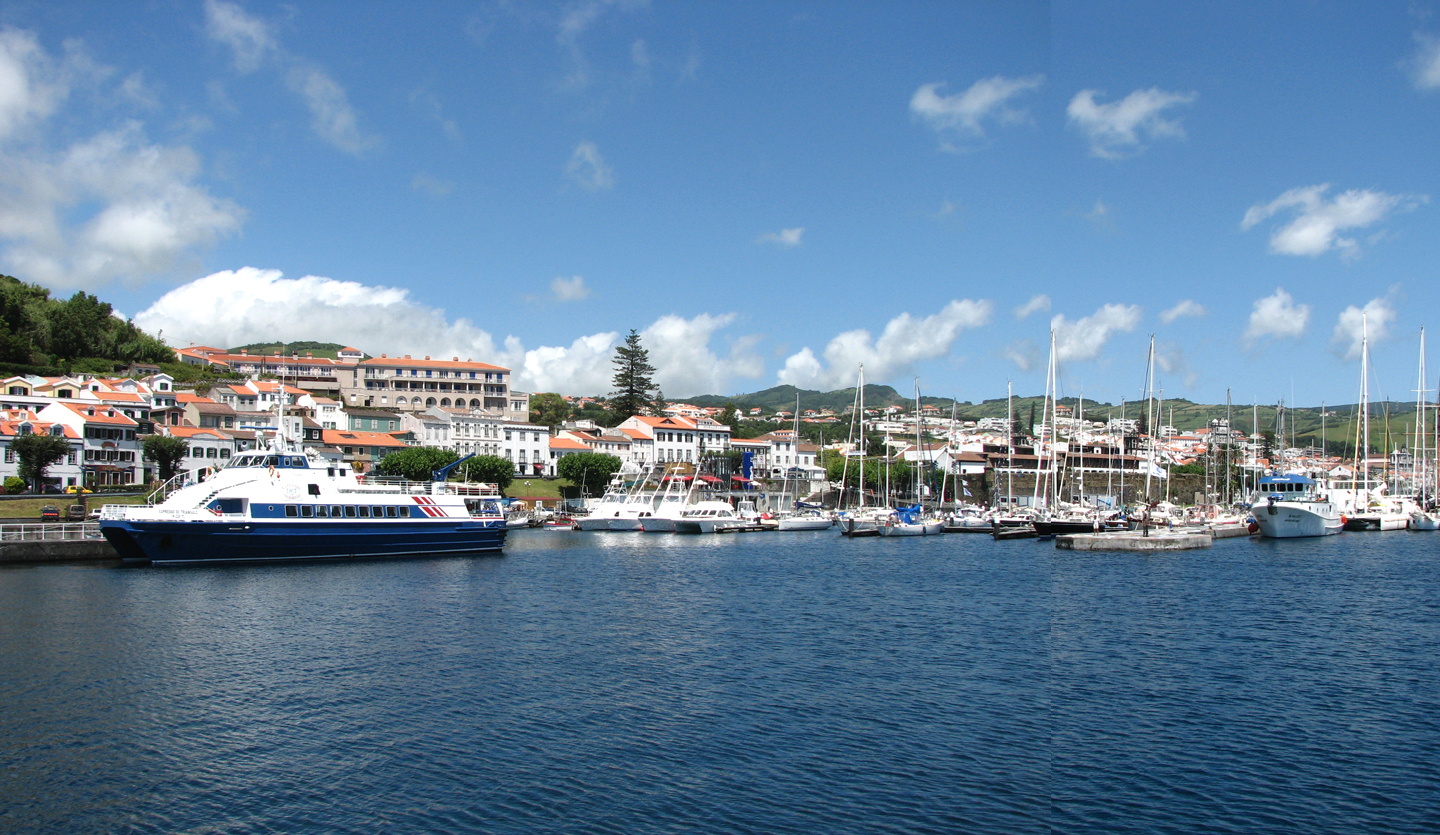
Vista da zona ribeirinha da cidade da Horta.

### Descoberta e povoamento

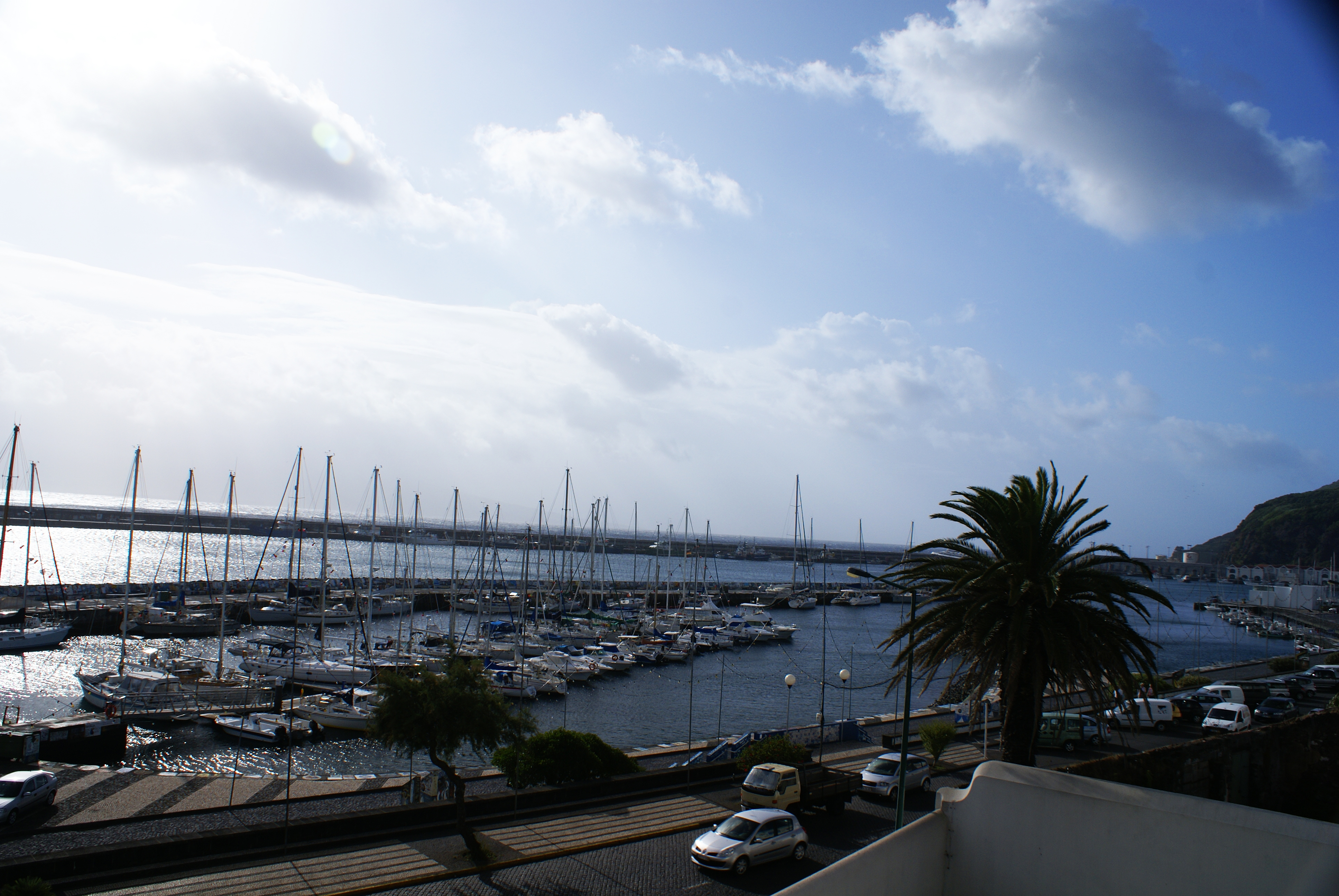
Marina da Horta, aspectos.

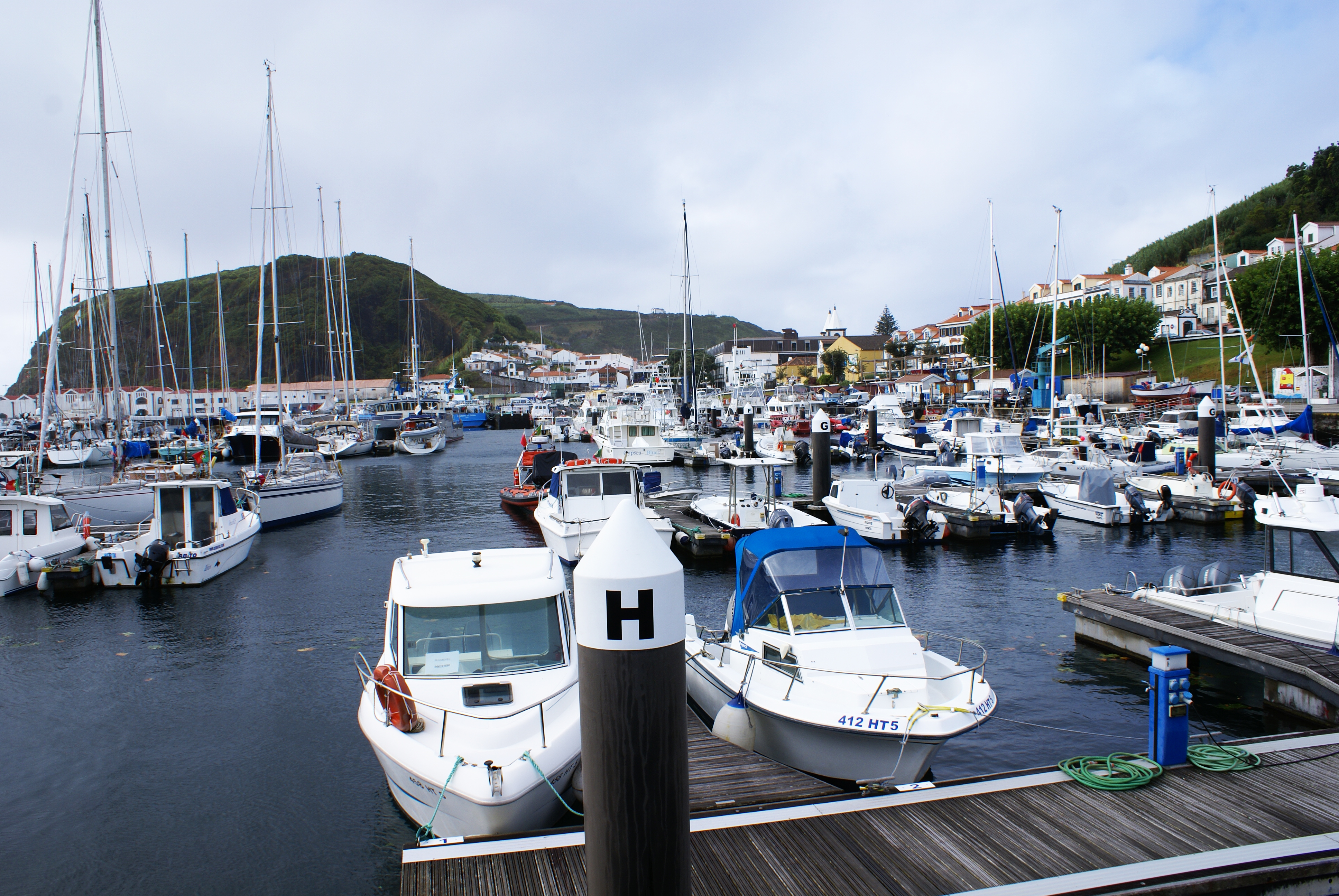
Marina da Horta, aspectos.

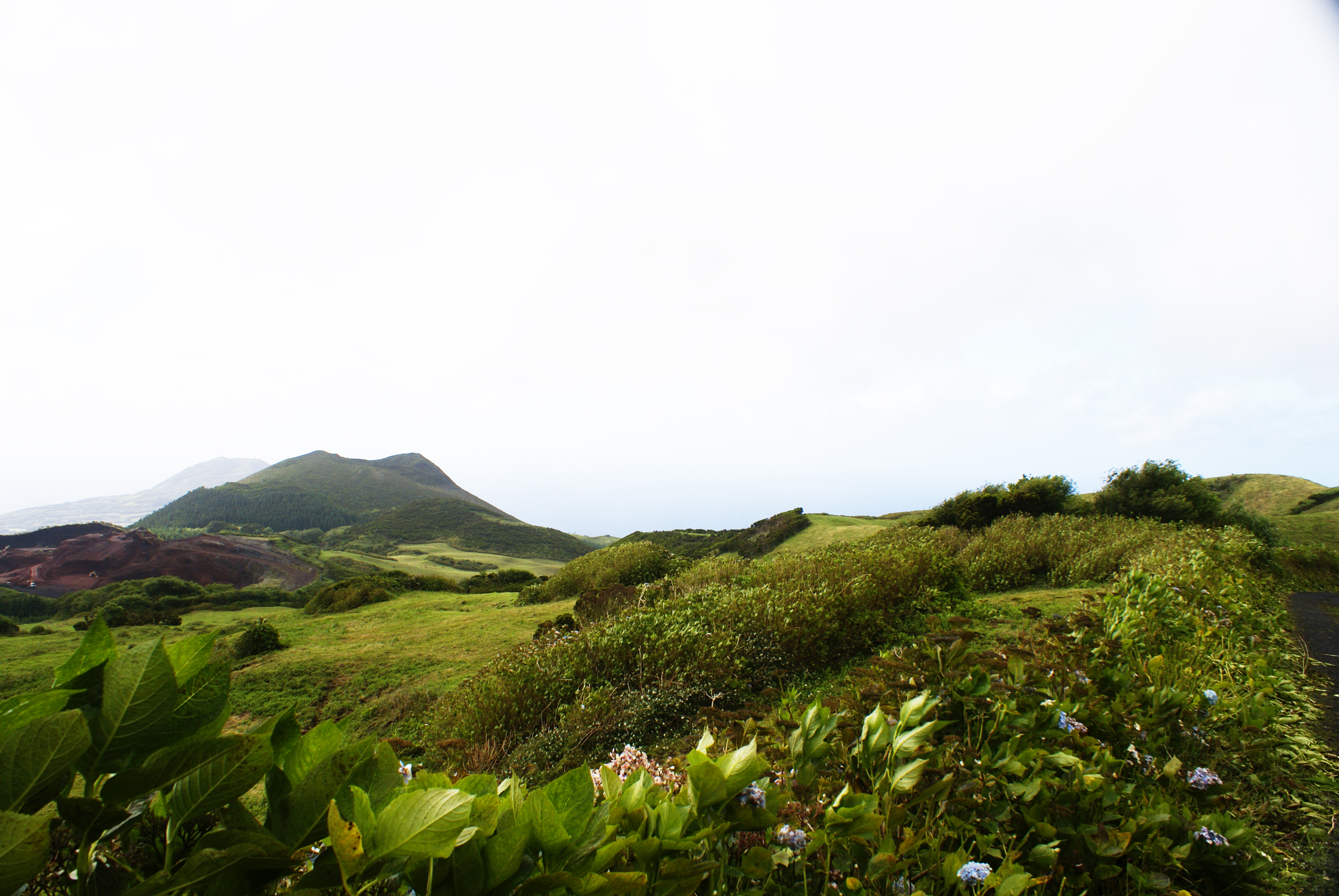
Interior montanhoso da ilha do Faial.

Na cartografia do século XIV, a ilha aparece pela primeira vez individualizada no Atlas Catalão (1375-1377) identificada como "Ilha da Ventura". Gonçalo Velho Cabral, em 1432, terá achado as ilhas do Grupo Central. Diogo de Teive passa ao largo da Ilha do Faial na sua primeira viagem de exploração para ocidente dos Açores, em 1451. Em 1460, no testamento do Infante D. Henrique, encontra-se referida como "ilha de São Luís [de França]". O seu atual nome deve-se à abundância das chamadas faia-das-ilhas (Myrica faya) aquando do seu povoamento.
O historiador padre Gaspar Frutuoso afirma que o primeiro povoador da ilha terá sido um eremita vindo do Reino. Este vivia só apenas com algum gado miúdo que na ilha deitaram os primeiros povoadores (em 1432?), e mais tarde, os moradores da ilha Terceira. "Somente no Verão iam pessoas da Terceira a suas fazendas e visitar seus gados e comunicavam com este ermitão". Ele acabaria por desaparecer ao fazer a travessia do canal do Faial para ir até à ilha do Pico, numa pequena embarcação revestida de couro.
O único relato coevo conhecido da primeira expedição à ilha do Faial é de autoria de Valentim Fernandes da Morávia. Ele informa que o confessor da Rainha de Portugal, Frei Pedro, indo à Flandres, como embaixador junto da Duquesa de Borgonha, Infanta D. Isabel de Portugal, relacionou-se com um nobre flamengo chamado Joss van Hurtere, ao qual contou "como se acharam as ilhas em tal rota e que havia nelas muita prata e estanho (porque para ele, as ilhas dos Açores eram as supostas ilhas Cassitérides)". Hurtere convenceu 15 homens de bem, trabalhadores, "dando a mesmo a entender, de como lhes faria ricos" caso o acompanhassem.
Por volta de 1465, Hurtere desembarcou pela primeira vez na ilha, com aqueles 15 flamengos, no areal da enseada da Praia do Almoxarife. Permaneceram na ilha durante 1 ano, na Lomba dos Frades, até que se esgotaram os mantimentos que tinham trazido. Revoltados por não encontrarem nada do que lhes fora prometido, os seus companheiros andaram para o matar, e Hurteve valeu-se de esperteza para escapar da ilha, retornando para a Flandres comparecendo novamente perante a Duquesa da Borgonha. (Frei Agostinho de Monte Alverne. Crónicas da Província de São João Evangelista.)
Por volta de 1467, Hurtere regressou numa nova expedição, organizada sob o patrocínio da Duquesa da Borgonha. Ela mandou homens e mulheres de todas as condições, e bem assim como padres, e tudo quanto convém ao culto religioso, e além de navios carregados de móveis e de utensílios necessários à cultura das terras e à construção de casas, e lhes deu, durante 2 anos, tudo aquilo de que careciam para subsistir, segundo legenda feita pelo geógrafo alemão Martin Behaim no Globo de Nuremberga. Valentim Fernandes acrescenta um pormenor, por rogo da dita Senhora, os homens que mereciam morte civil mandou que fossem degredados para esta ilha.
Não satisfeito com o local original, Hurtere decidiu contornar a Ponta da Espalamaca. Próximo do local de desembarque mandou erguer a Ermida de Santa Cruz (no local onde hoje existe a Igreja de N. Sra. das Angústias). Hurtere regressou a Lisboa e casou-se com D. Beatriz de Macedo, criada da Casa do Duque de Viseu. O Infante D. Fernando, Duque de Viseu e Mestre da Ordem de Cristo, fez-lhe doação da Capitania do Faial, em 21 de Março de 1468. Por volta de 1470, desembarcou Willem van der Haegen, que aportuguesou o seu nome para Guilherme da Silveira, liderando uma segunda vaga de povoadores. O rápido crescimento económico da ilha ficou a dever-se à cultura de trigo e do pastel.
Em 29 de Dezembro de 1482, a Infanta D. Beatriz incorporou à Capitania do Faial a ilha do Pico.

### Do século XVI aos nossos dias
No contexto da Dinastia Filipina, na sequência da queda da Terceira após o Desembarque da Baía das Mós (1583), D. Álvaro de Bazán enviou para o Faial, último território português que ainda recusava, de armas em punho, obediência a Filipe I de Portugal, uma expedição sob o comando de D. Pedro de Toledo. Repelida pelo fogo do Forte de Santa Cruz da Horta, um corpo de homens de armas desembarcou no sítio do Pasteleiro. Após escaramuças, as forças portuguesas, reforçadas por mercenários franceses foram derrotadas. O Capitão-mor do Faial, António Guedes de Sousa, foi executado às portas do forte.
Subjugada a ilha, aqui foi deixada uma guarnição composta por uma companhia de soldados predominantemente espanhóis, sob o comando de D. António de Portugal. No ano seguinte (1584), incapaz de controlar a insubordinação dos seus soldados, causada principalmente pela falta de pagamento dos soldos este oficial foi substituído no comando pelo capitão Diego Suarez de Salazar. (FRUTUOSO, 1998:109-110)
Essa guarnição impediu, em 1587, com o fogo da artilharia do Forte de Santa Cruz, corsários ingleses de apresar um navio oriundo das ilhas de Cabo Verde, fundeado ao abrigo das suas muralhas.
Poucos anos mais tarde, com o aumento da ameaça inglesa nas águas dos Açores, e visando reforçar as defesas concentradas na Terceira, o Mestre-de-Campo Juan de Horbina, governador do terço espanhol sediado em Angra, escreveu ao rei a questioná-lo sobre a eficácia e o perigo da permanência, na Horta, de uma companhia com apenas 168 soldados em um castelo fraco e sem defesa. Em resposta, foi autorizado a que o destacamento na Horta recolhesse a Angra, transportando consigo a artilharia de bronze, o que foi feito em abril de 1589, tendo a defesa sido deixada a cargo da Câmara Municipal da Horta, a quem foi confiada a artilharia de ferro, arcabuzes e piques, com algumas munições para levantamento e armamento das companhias de Ordenanças.
Desse modo, em 20 de setembro daquele mesmo ano, a armada de corsários ingleses sob o comando de Sir George Clifford, conde de Cumberland, perante a recusa do recém-nomeado alcaide do Forte de Santa Cruz, Gaspar de Lemos Faria, em pacificamente permitir aguada e o reabastecimento de víveres, fez desembarcar trezentos homens na praia da Lagoa. esta força, durante uma semana saqueou o Faial e ocupou o forte, entretanto abandonado pelo alcaide, tendo levado a artilharia ali deixada pelos espanhóis
A vila seria novamente saqueada, em 1597, por Sir Walter Raleigh, da armada sob o comando de Robert Devereux, 2.º conde de Essex.
Posteriormente, um grande sismo em 1672, causou extensos danos à ilha.
No século XIX, no contexto da Guerra Civil Portuguesa (1828-1834), quando da ofensiva liberal do 7.º conde de Vila Flor (1831), ao preparar-se para desembarcar na ilha, surgiu uma corveta miguelista, o que levou o conde de Vila Flor a julgar mais prudente retirar para a Terceira para obter reforços. Retornada a expedição, a ilha foi ocupada pelos liberais. Viria a receber a visita de D. Pedro IV em 1832. Este soberano elevou a então vila da Horta a cidade (a terceira no arquipélago) no ano seguinte (1833).
Nesse período, a sua posição estratégica no oceano Atlântico e a existência de um excelente porto abrigado atraiu, até cerca de 1860, não apenas os navios do comércio da laranja, mas principalmente os baleeiros estadunidentes que aí iam reabastecer-se. Também por essa razão, a ilha tornou-se um centro de ligação dos cabos submarinos que ligavam a Europa à América.
No início do século XX a ilha do Faial participou nos primeiros passos da aviação.
No contexto da Primeira Guerra Mundial a cidade da Horta sofreu bombardeamento por parte do Império Alemão (Dezembro de 1916). Ainda à época do conflito, ocorreu a inauguração do Peter Café Sport (1918).
Mais recentemente, destacou-se a erupção do Vulcão dos Capelinhos (1957-1958).

### Cronologia

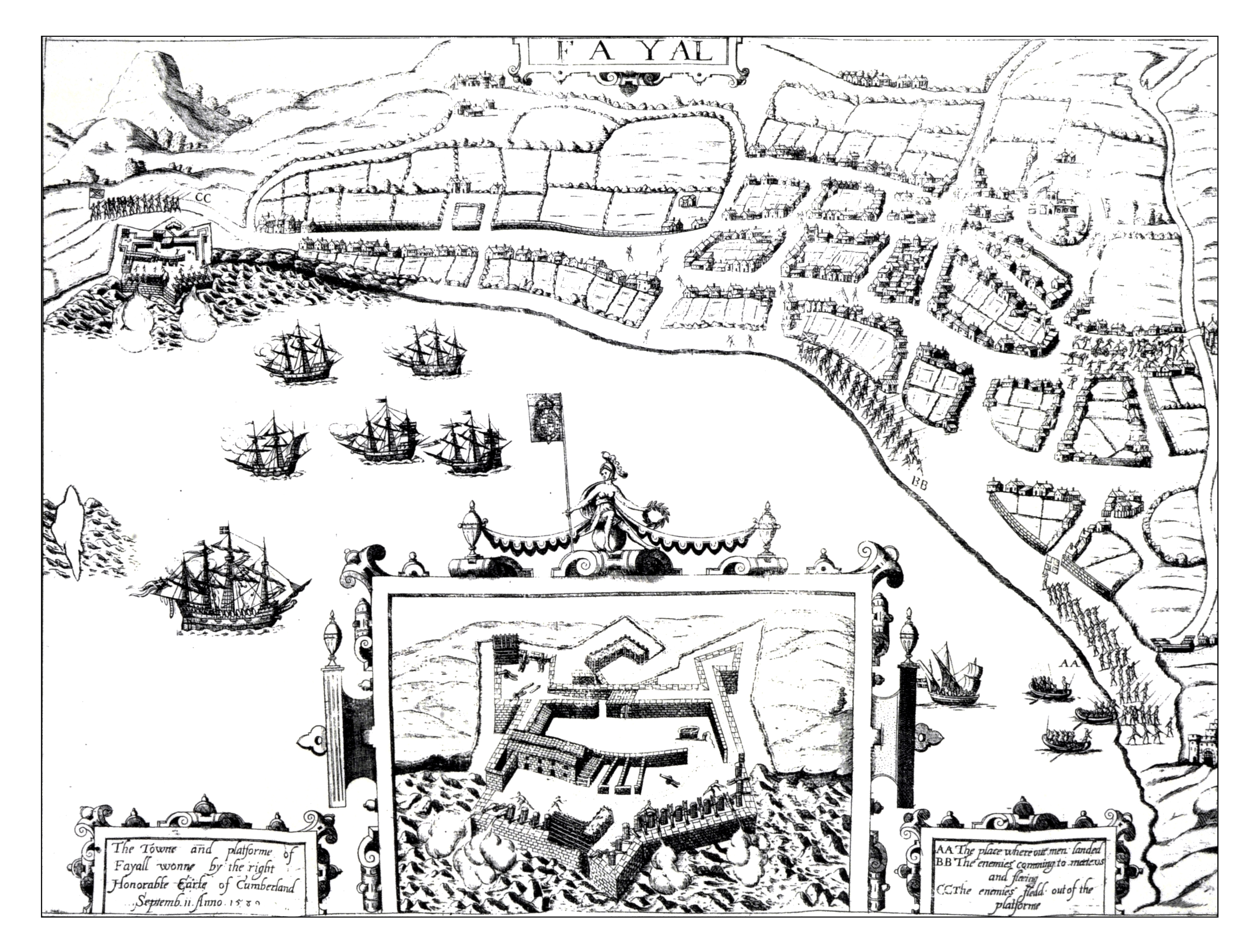
"Fayal": mapa do assalto do duque de Cumberland à Horta (Setembro de 1589). No detalhe, o assalto ao forte.

- 1375-1377 - a ilha encontra-se figurada no Atlas Catalão, identificada como "Ilha da Ventura".
- 1432 - Gonçalo Velho Cabral terá alcançado as ilhas do Grupo Central, deitando-lhes gado miúdo, conforme instruções do Infante D. Henrique.
- 1451 - Diogo de Teive passa ao largo do Faial na sua primeira viagem de exploração para Oeste dos Açores.
- 1465 - Joss van Hurtere desembarca no Faial com 15 flamengos, em busca de metais preciosos. Permanecem cerca de um ano.
- 1467 - Retorno de van Hurtere com povoadores.
- 1468 (21 de março) - O Infante D. Fernando doa a van Hurtere a Capitania do Faial.
- c. 1470 - Willem van der Haegen (aportuguesado para Guilherme da Silveira) aporta à ilha liderando a segunda vaga de povoadores.
- 1589 (Setembro) - Desembarque e saque do Faial pelo duque de Cumberland.
- 1597 – Desembarque e saque do Faial pela armada (140 velas) sob o comando de Robert Devereux, 2.º conde de Essex.
- 1672-1673 - Erupção vulcânica do Cabeço do Fogo, na baía do Norte.
- 1675 - o capitão-mor Jorge Goulart Pimentel faz prolongar a muralha da cidade, ligando-a ao Castelo de Santa Cruz.
- 1893 - instalação do primeiro cabo telegráfico submarino, entre Carcavelos (no Continente) e a Horta.
- 1918 - inauguração do Peter Café Sport
- 1926 (31 de agosto) - forte sismo.
- 1957-1958 - erupção do Vulcão da ponta dos Capelinhos.
- 1958 - forte sismo, em conexão com a erupção vulcânica dos Capelinhos.
- 1973 (23 de Novembro) - forte sismo.
- 1998 (9 de julho) - forte sismo atinge 5,8 na escala de Richter.

## Tradições, festas e curiosidades
A ilha do Faial é a mais frequentemente associada à mítica ilha paradisíaca das viagens de São Brandão conforme relatado nas diversas Navigatio Sancti Brendani de cariz lendário atribuídas a este, derivadas da sua biografia.
Festa do Sr. Santo Cristo da Praia do Almoxarife (1 de Fevereiro); Festa de São João Baptista, padroeiro da nobreza da ilha (24 de Junho), Festas do Culto do Divino Espírito Santo; Festa de Nossa Senhora das Angústias, Semana do Mar; Festa de Nossa Senhora da Graça, na Praia do Almoxarife; Festa de Nossa Senhora de Lourdes, na Feteira, Festa de Santa Cecília, na Matriz, padroeira dos músicos (25 de Novembro), Festa de Santa Catarina de Alexandria de Castelo Branco, Festa de Nossa Senhora da Conceição (8 de Dezembro);
A nível de artesanato destacam-se as miniaturas em miolo de figueira que retratam cenas do dia-a-dia, edifícios, flores, animais e pequenos navios, sendo Euclides Silveira da Rosa, o mestre mais conhecido desta arte. A arte popular também engloba esculturas em osso de cachalote, objectos em vime, os bordados de crivo, bordados em ponto de cruz, bordados a palha de trigo sobre tule; as flores de escama de peixe, as toalhas de papel recortado e chapéus e bolsas de palha. Não deixe de conhecer no Capelo, a Escola de Artesanato, pelo trabalho desenvolvido na divulgação do artesanato local e regional, bem como na formação de novos artesãos.

## Personalidades de destaque
De entre as personalidades ligadas à ilha que mais se distinguiram destacam-se:
- Martin Behaim, cosmógrafo e humanista;
- António Taveira da Neiva Brum da Silveira, Arcebispo de Goa e Governador Interino da Índia Portuguesa
- António José de Ávila, duque de Ávila e Bolama;
- António Ferreira de Serpa, genealogista e historiador;
- Manuel de Arriaga, político e 1.º Presidente da República Portuguesa;
- João José da Graça, jornalista;
- Florêncio Terra, escritor;
- Osório Goulart, intelectual eclético e poeta;
- Alexandre da Sagrada Família, 25.º bispo da Diocese de Angra
- D. frei Alexandre da Sagrada Família, poeta e bispo de Angra;
- Marcelino Lima, historiador;
- António José de Ávila, 2.º Marquês de Ávila, militar e geodesista;
- José de Arriaga, historiador;
- Christopher Hampton, realizador de cinema e argumentista vencedor de diversos Óscares.

## Economia

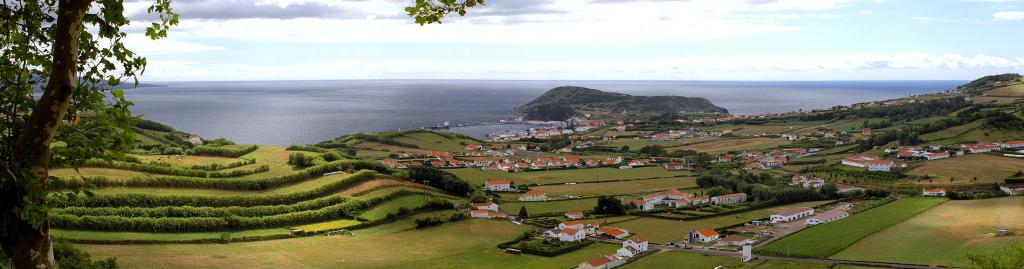
Os arredores da cidade da Horta, costa leste da ilha do Faial.

A ilha do Faial tem um setor primário forte na área da agro-pecuária e em que a área agrícola ocupa 28% da área total da ilha. O cultivo é praticado em pequenas explorações, destacando-se as culturas forrageiras, a horta familiar, as culturas de citrinos, bananas, trigo e milho. Na pecuária, destaca-se a criação de gado suíno e bovino. A actividade piscatória, nomeadamente a pesca do atum, é outro pilar importante na sua subsistência. Outrora, a indústria baleeira (caça à Baleia) foi outra fonte da sua subsistência.
Apresenta uma baixa densidade florestal, de 14,1%, que corresponde a uma área florestal de 645 ha, salientando-se a faia-das-ilhas, para além de cedros-do-mato, zimbros e fetos. Quanto ao sector secundário, é de referir uma moderna indústria – de lacticínios, de carnes de muita boa qualidade e de panificação. No sector terciário, o Turismo é a actividade económica de maior importância na ilha, que resulta fundamentalmente do movimento gerado pela passagem dos veleiros e cruzeiros que atravessam o Atlântico Norte e do turismo sazonal às ilhas. Dispõe de várias e excelentes instalações hoteleiras com pessoal qualificado, e regista-se o grande interesse no desenvolvimento do turismo rural e do eco-turismo.
As principais actividades e atracções turísticas que se podem encontrar no concelho consiste no hipismo, desportos náuticos, excursões de observação de cetáceos (baleias, cachalotes e golfinhos), mergulho e fotografia subaquática, bem como passeios pedestres e marítimos.
Está prevista a construção de um campo de golfe em terrenos já adquiridos nos arredores da cidade, bem como um edifício e de raiz para Gare Marítima e respectivo cais.